# Nemesia pageae
Nemesia pageae är en flenörtsväxtart som beskrevs av Harriet Margaret Louisa Bolus. Nemesia pageae ingår i släktet nemesior, och familjen flenörtsväxter. Inga underarter finns listade i Catalogue of Life.